# Aerenea humerolineata
Aerenea humerolineata är en skalbaggsart som beskrevs av Stefan von Breuning 1979. Aerenea humerolineata ingår i släktet Aerenea och familjen långhorningar. Inga underarter finns listade i Catalogue of Life.